# Власи, Азем
Азем Власи (алб. Azem Vllasi; 23 декабря 1948, Косово) — косовский юрист и политик.

## Биография

### Ранние годы
Родился в Робоваце, Косовска-Каменица, Югославия (сегодняшнее Косово), албанец. С 1968 года в учился в Белградском университете на факультете политических наук, затем перевёлся на юридический факультет Приштинского университета, который окончил в 1973 году. В юности и студенчестве был членом Студенческой лиги Косово (входившей в состав Студенческой лиги Югославии), в 1969 году был избран её президентом, а в 1971 году, с согласия всех студенческих организаций республик, был избран президентом Союза студентов Югославии.
В 1974 году возглавил Союз социалистической молодёжи Югославии (до 1978 года). Как руководитель ССМЮ ((ССОЈ), стал популярным и получил поддержку президента Тито, благодаря которому стал первым переизбранным на этом посту молодёжным лидером (в 1977 году). После окончания Университета Приштины, до прихода в политику, был адвокатом. В 1980 году публично бросил вызов главе Албании Энверу Ходже, утверждая, что этнические албанцы в Югославии живут лучше, чем народ в Албании, и описал его правление как жестокое и диктаторское.
В 1982–1983 годах возглавлял Национальный Олимпийский комитет Югославии. С 1982 – член Центрального комитета Союза коммунистов Югославии

### Лидер Косово
Председатель Союза коммунистов Косово (с 1986 года). Во время его правления албанцы края Косово заняли жёсткую позицию по отношению к центральному правительству.
В ноябре 1988 года Власи и Качуша Яшари, два ведущих политика Косово, отвергли так называемую «Антибюрократическую революцию», отказавшись принять конституционные поправки по ограничению автономии Косово. 17 ноября 1988 года они были сняты со своих постов и заменены назначенцами лидера лидера Сербии Слободана Милошевича. В ответ на это местное население начало серию массовых беспорядков, публичных демонстраций и всеобщих забастовок, в частности трёхдневную забастовку косовских горняков в 1989 году, которая была прекращена после вмешательства спецподразделений МВД.
27 февраля 1989 года в Косово было провозглашено частичное чрезвычайное положение, и 28 февраля новое руководство подало в отставку. Вскоре после этого парламент Косова под угрозой применения силы федеральным руководством, согласился принять поправки, позволяющие Сербии утвердить свою власть над автономной республикой Косово. Власи был арестован полицией по обвинению в «контрреволюционных действиях, угрожающих общественному строю СФРЮ» и «организации выступлений албанских националистов» и исключён из Союза коммунистов. Предложение о его помиловании было рассмотрено на Президиуме СФРЮ, где за это высказались представители Словении и Хорватии Янез Дрновшек и Стипе Шувар, однако большинством голосов предложение было отклонено. Был выпущен из тюрьмы Тоцак в Титова-Митровица в апреле 1990 года.

## Последующий период
Работал адвокатом и юридическим консультантом. Пережил распад СФРЮ, войны в Сербии и войну за независимость. В 2004 году вступил в Социал-демократическую партию Косово (PSDK). В декабре 2005 года премьер-министр Косова Байрам Косуми назначил его своим специальным советником по переговорам об окончательном статусе Косово. Также работал политическим советником премьер-министра Косово Агима Чеку.
13 марта 2017 года был ранен при нападении с применением огнестрельного оружия в Приштине. Покушавшимся оказался Мурат Джашари, приговорённый к психиатрическому лечению в Институте судебной психиатрии в Приштине, где он позже умер от рака.

### Личная жизнь
Власи женат на Надир Авдич-Власи, боснийской журналистке. У них двое детей: Адем, практикующий адвокат и Сельма, практикующий врач, обе живут и работают в США.